# Cobubatha dreptica
Cobubatha dreptica är en fjärilsart som beskrevs av Dyar 1914. Cobubatha dreptica ingår i släktet Cobubatha och familjen nattflyn. Inga underarter finns listade i Catalogue of Life.